# 石

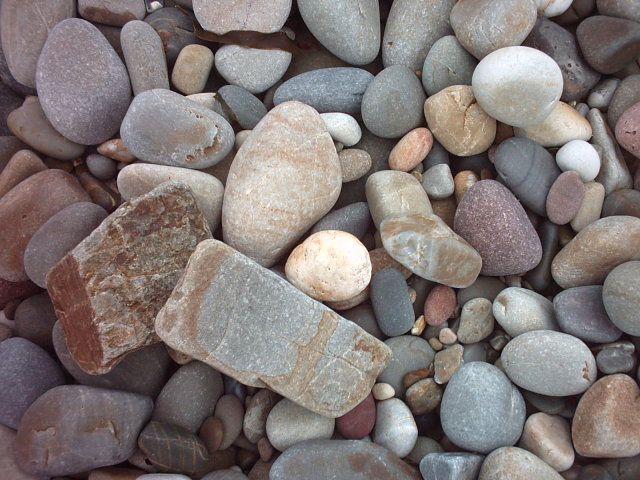
石

石（いし）は、岩（いわ）より小さく、砂（すな）よりも大きい、鉱物質のかたまりである。

## 概説

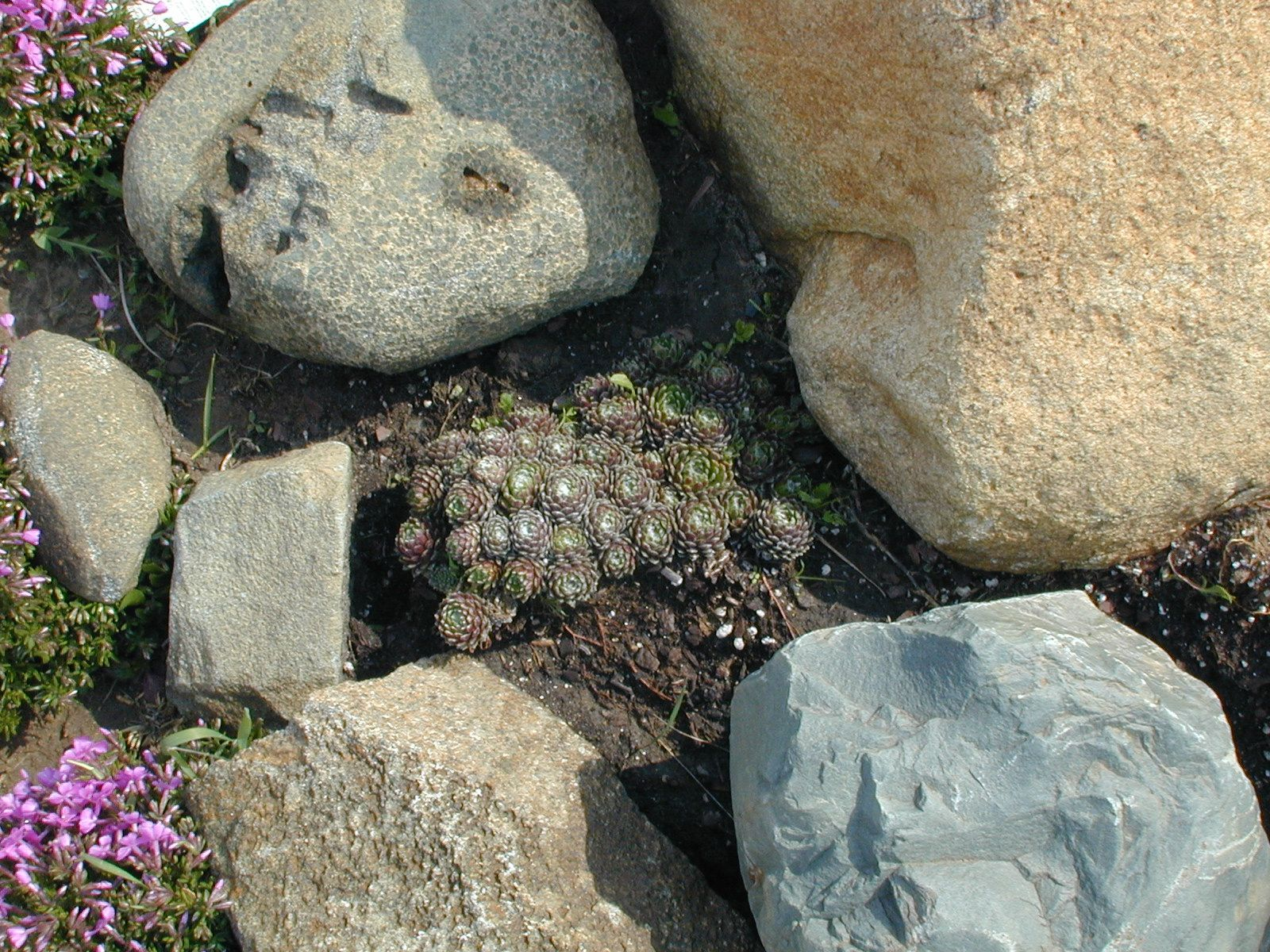
石

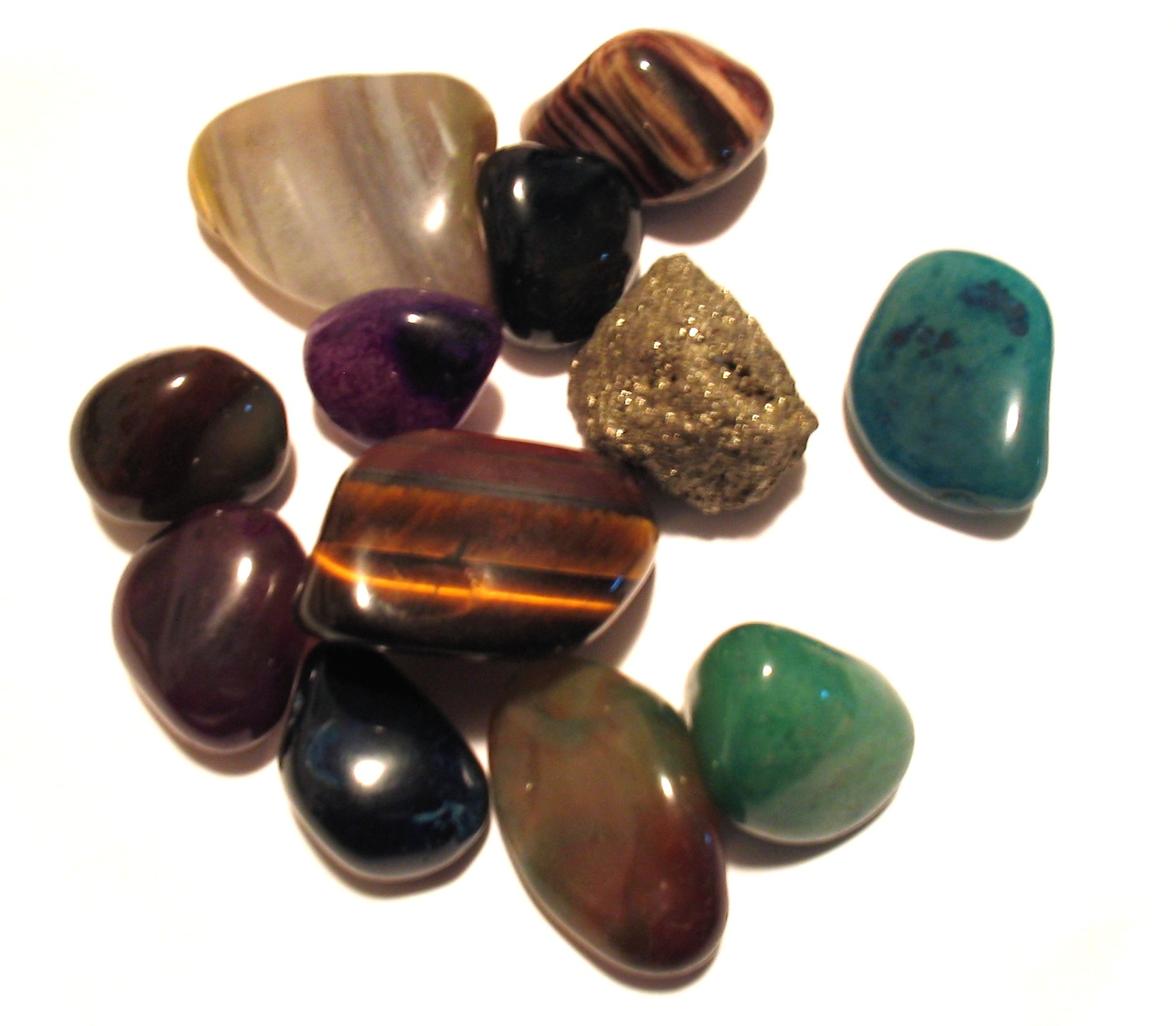
つやのある石。たまいし（玉石）。

広辞苑の説明の1番目のものから解説すると、石というのは、岩より小さく、砂よりも大きい、鉱物質のかたまりのことである。
何らかの原因で岩が割れていくらか小さくなったものである。特に小さな石は小石と呼ばれる。（なお、石より小さいが砂よりも大きいのは砂利などと呼ばれる。）
広辞苑では2番目に、材質・材料としての石（＝石材）を挙げている。
3番目には、宝石や特定の鉱物加工品を挙げており、具体的には次のものを挙げている。
- 時計の軸受け用の宝石[1] →下の「#時計の軸受け」で詳説
- ライターの発火用の合金[1]
- 碁石[1]
- 硯[1]
- 墓石[1]

山などでは自然と石が転げ落ちることが起きている。これを落石（らくせき）と言う。
- 他
  - 医療において、「石ができた」と言うと結石のことを指しており、より具体的には胆石、膀胱結石などである。
  - 俗に、トランジスタや集積回路（IC）のことを「石」と呼ぶ。→#半導体や集積回路

## 自然界での位置付け
18世紀では、生命と物質の概念の区分けは現代人と異なっていて、鉱物も自然界の一連の生命の階梯の一番下に位置づけられていた。たとえば、18世紀の博物学における分類体系においては大抵、「動物界」「植物界」「鉱物界」が並置されていたのである。分類学の父とされるリンネの著書『自然の体系』（1735年）はその典型で、冒頭で次のように定義してみせた。
「自然物は鉱物界、植物界、動物界の三界に区分される。鉱物は成長する。植物は成長し、生きる。動物は成長し、生き、感覚を持つ」。
19世紀初頭にラマルクがそれとは異なった線引きを主張したことで、人々の概念の区分けに変化が生じた。ラマルクの1809年の書『動物哲学』においては、「動植物と鉱物の間には越えられない断絶がある」と強調し、彼独自の線引きの学問「biology（生物学）」を提案し、やがてそれが人々に受け入れられ定着したことで、概念枠が徐々に変化した。
なお君が代の中にも、「さざれいしのいわおとなりて」（さざれ石が大きな岩となって）と石が成長する様が描かれている。

## 神話・信仰と石
メデューサ神話では、人が恐怖で石になる。
古代から何らかの境界を表すものとして石がおかれることがあった。（イギリスのストーンヘンジやストーンサークルなどがその例として挙げられる）
石は古く人間の一生（人生）というタイムスケールの中では、意図的に壊そうとでもしない限り、大きな変化の起こらない、より長い時間を存在する（ともすれば永久不変の）存在だと考えられてきた。このため石は永遠性の象徴として崇められ、民俗学上ではこういった思想が世代を超えて受け継がれる原始宗教と結びついていったとも考えられている。
不老不死に憧れを抱いた者の中に鉱物を永久不変の元として捉え、それら鉱物から「不老不死のエッセンス」を抽出すればいわゆる「不老不死の薬」が作れると考えた者もいた。こういった者の中には不老不死の妙薬として、鉱物から抽出される水銀を服用して中毒死した者も記録に残されており、また錬金術において不老不死研究の過程でも、少なからず鉱物に永遠性の象徴を求めていったケースが見られる（→水銀）。
日本の神社には、通常の神とは別に石が祀られていることも多い。また、日本には夜泣き石の伝説がある。陰陽石といわれる男女を表す石もあり、殺生石は「妖怪の祟り」をもたらすとされる。
宝石には伝説がつきまとうことがある。特にホープダイヤモンドのそれは有名である。

## 用途

### 石器、石の道具
石は手に入りやすい硬い材料であり人類最初の材料といわれている。そのため狩猟、農耕、調理といったあらゆる用途に利用されてきた。
石器と石器時代
石器とは、石を（素材に）用いて製作、使用する道具である。
人類と石器とのかかわりのはじまりは250万年以上昔にさかのぼると推定されている。「打ち割り面を複雑に組み合わせた加工」を基準にして考古学では、人類が石器として使い始めた明らかな証拠、としているので、（もっと現実的に考えると、石を打ち割らないで、そのまま道具として使用するような）単純な石の利用は、250万年よりさらにさかのぼると考えられる。
（人類の歴史は数百万年とされているが）人類の歴史の大部分は石器時代であり、およそ200万年にわたっている。「石器時代」という用語は、人類の歴史をその利器の材質で区分する用語であり、石器時代・青銅器時代・鉄器時代と3つに区分する歴史の区分法のひとつである。
年代や地域も明記せずにやや乱暴に説明すると「石は加工性・成形性・精密性に劣り、大型の容器を成形できなかったため、"時代が下るとともに" 　石器から粘土製の土器へ移行した」ということになってしまうが、年代や地域の違いを明記してしっかりと説明すると次のようになる。
石器時代がいつまで続いたかは、地域によって異なっていた。旧大陸（つまりヨーロッパ・アジア大陸など）では石器時代が終わりを告げたのは紀元前3000年ころであったが、それはあくまで旧大陸の話であって、西暦1492年に、コロンブスがアメリカ大陸に到着した段階でも、当地の原住民は、まだ石器を主に使い金属器を使わない石器時代の状態であったのである。当時、中米でも一部の場所を除きほとんどの場所で、南米でもアンデス地帯など一部の場所を除いてほとんどの場所で、石器時代にとどまっていた。つまり世界全体を概観すれば、一部の地域を除き、多くの地域で、今からわずか五百年ほど前まで人類の石器時代は続いていたのである。

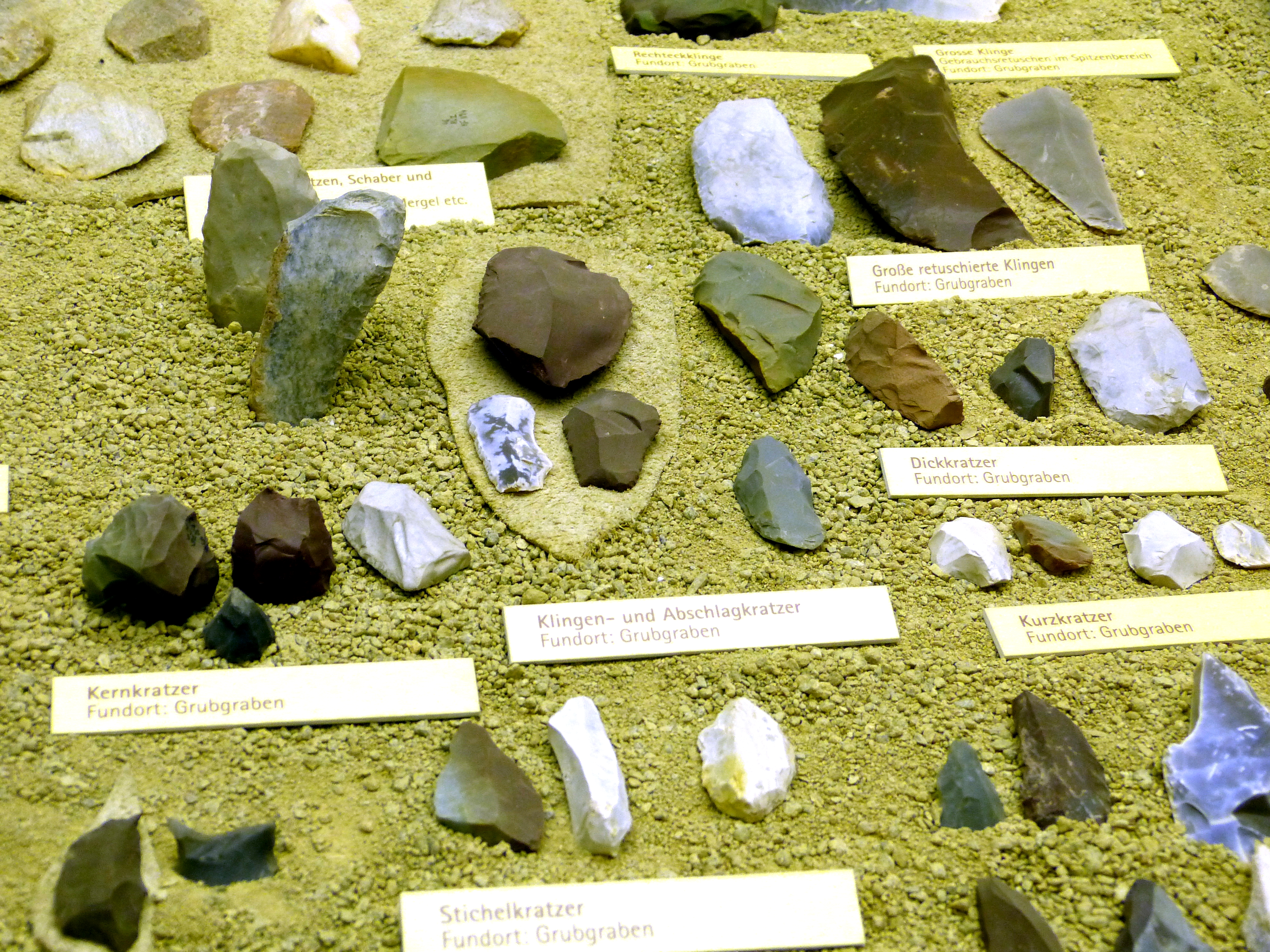
旧石器時代の石器
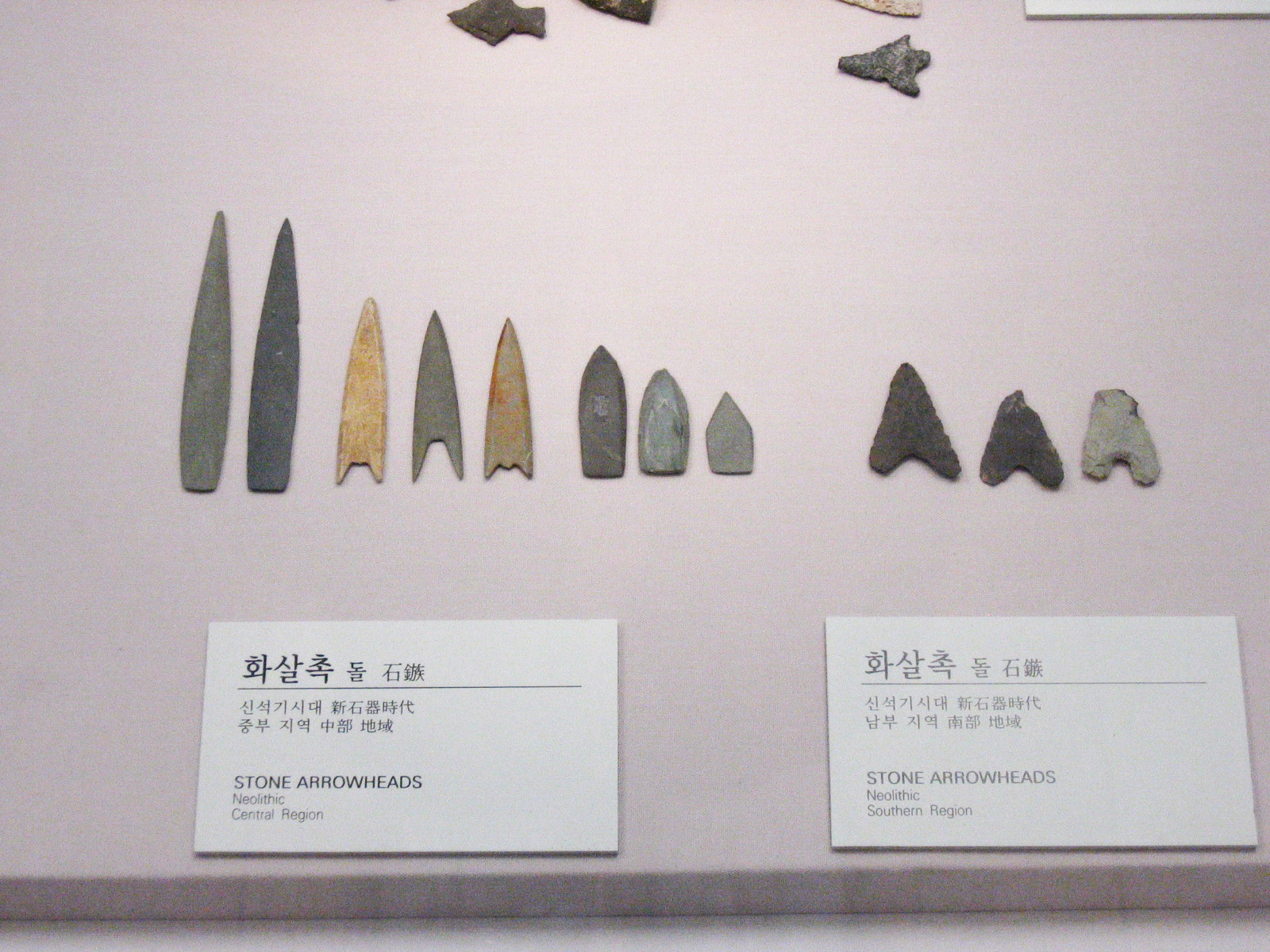
新石器時代の石器（韓国の博物館展示）
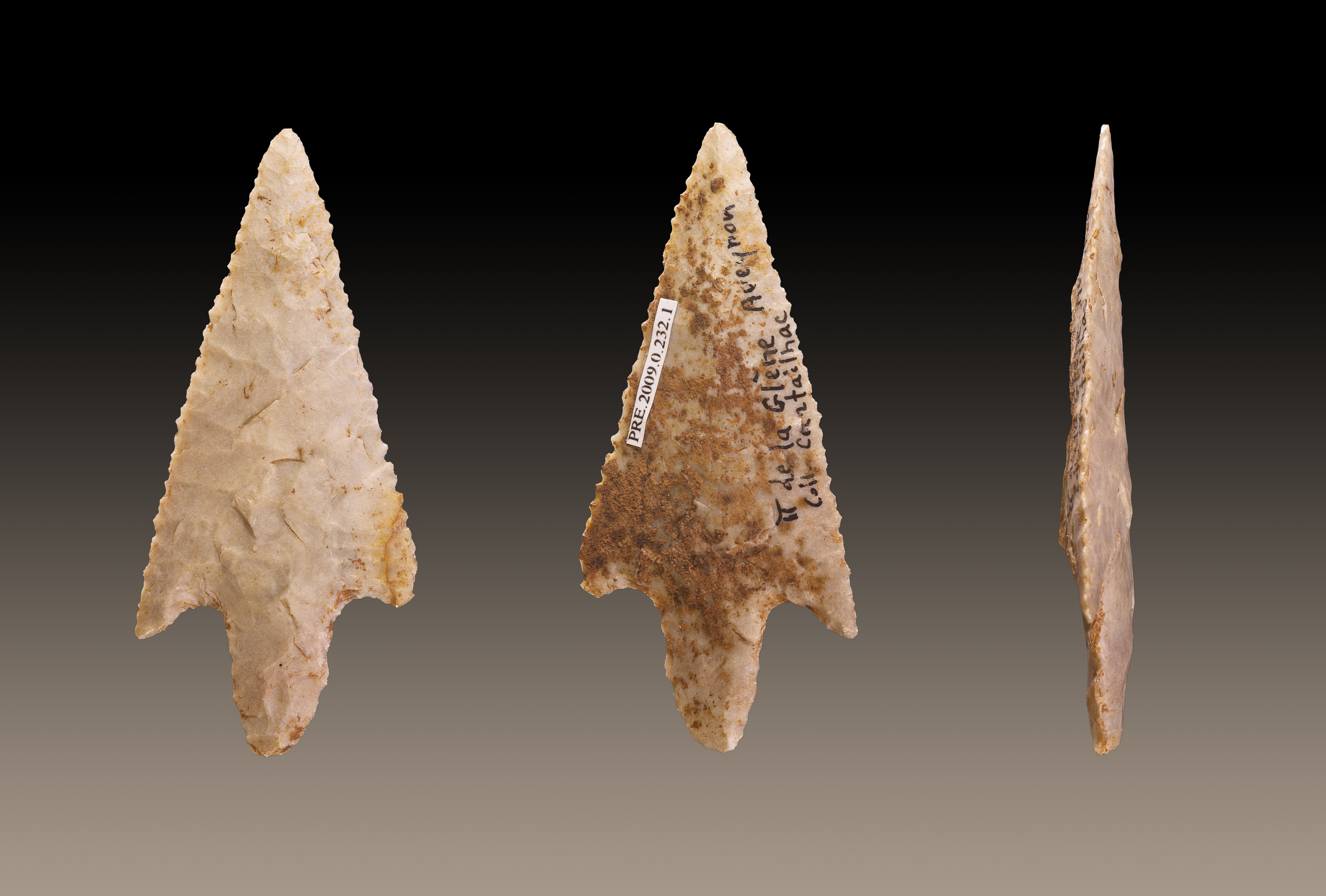
今から3300～2400年ほど前の石器の矢じり（フランス、トゥールーズ）
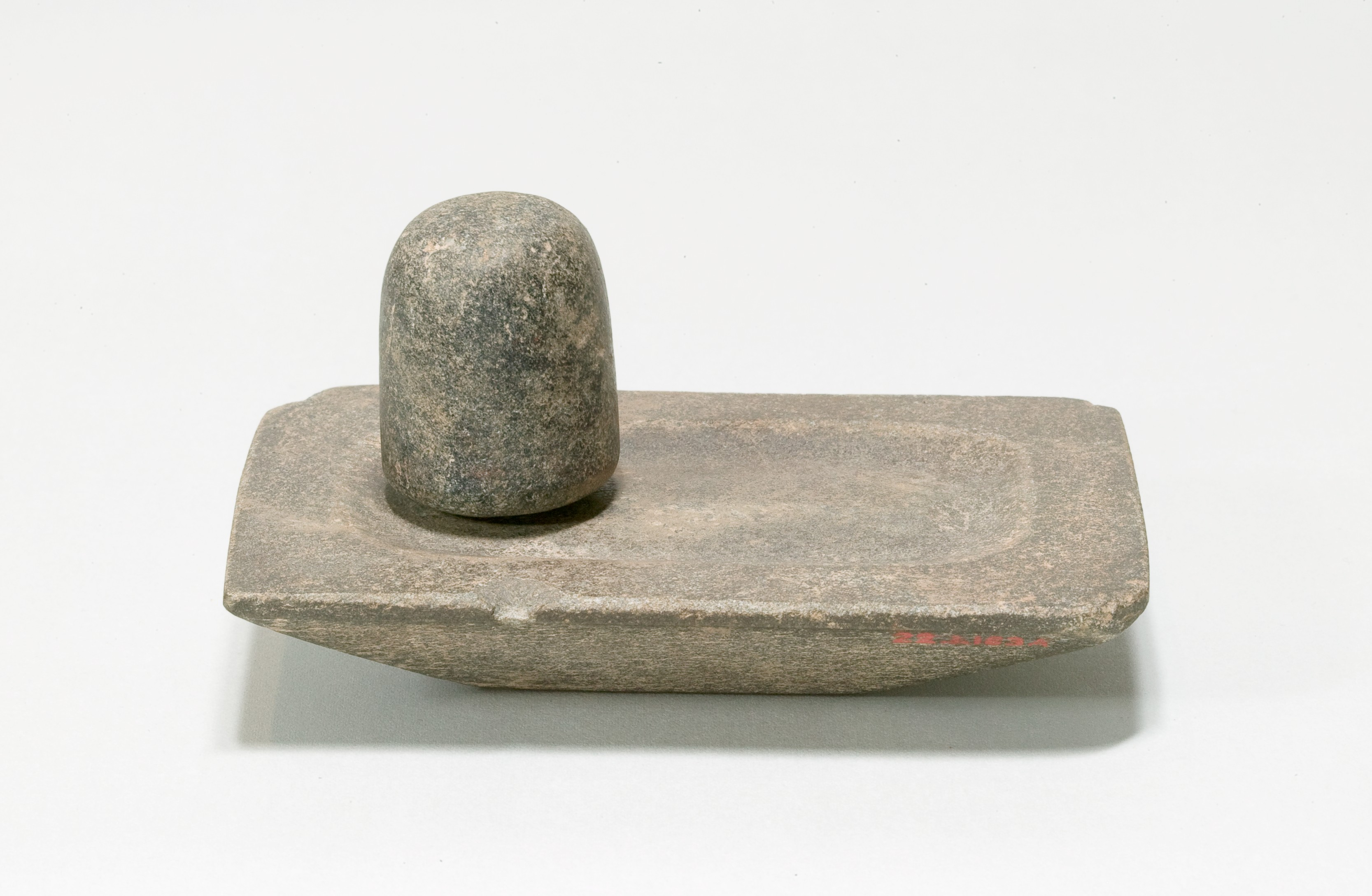
古代エジプトの石の道具（紀元前1900年-紀元前1640年ころ、中王国時代）

| - 旧石器時代の石器 - 新石器時代の石器（韓国の博物館展示） - 今から3300～2400年ほど前の石器の矢じり（フランス、トゥールーズ） - 古代エジプトの石の道具（紀元前1900年-紀元前1640年ころ、中王国時代） |

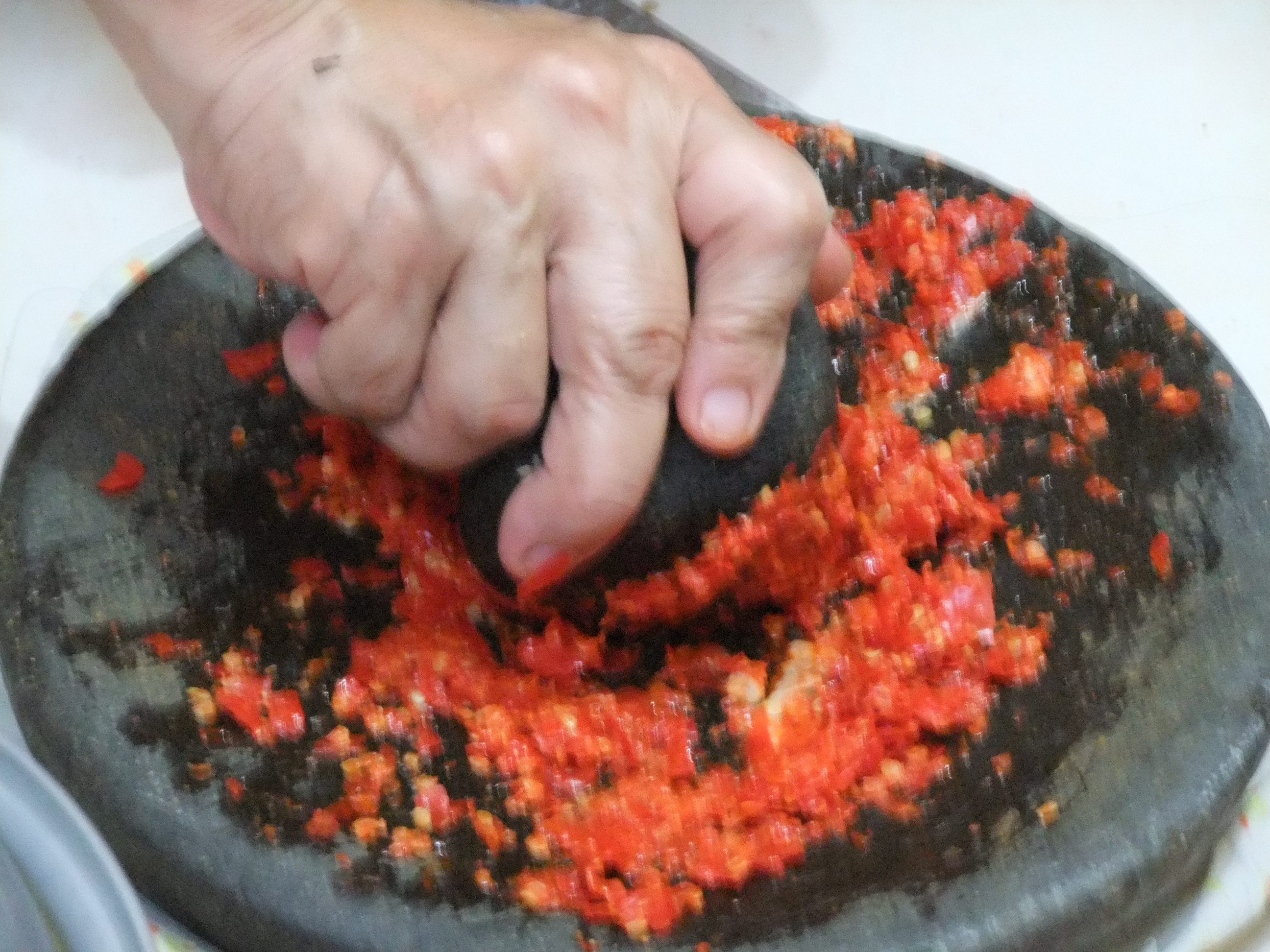
インドネシアの家庭で使われている食材をつぶすための石の道具
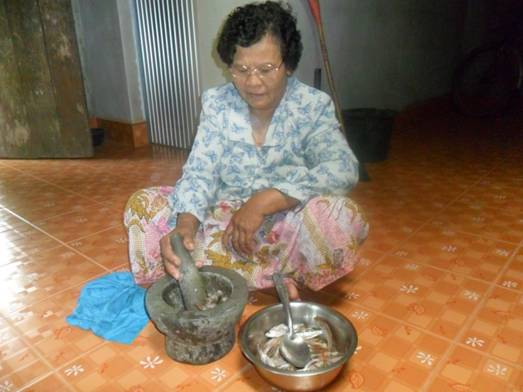
タイの一般家庭ならたいてい使っている、きわめてありふれた、石の調理道具
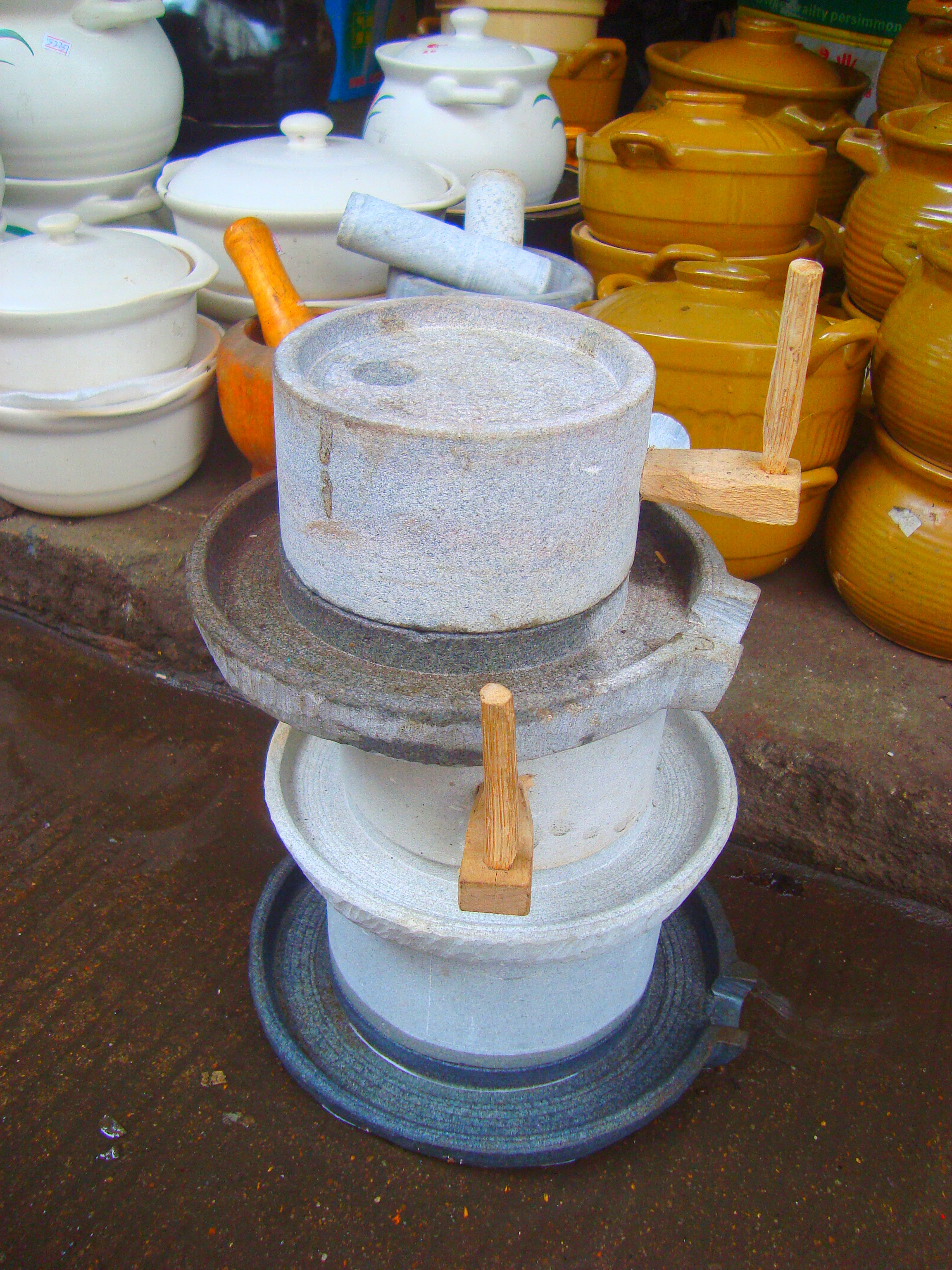
現代の道具屋で普通に実用的な道具として販売されている石臼

| - インドネシアの家庭で使われている食材をつぶすための石の道具 - タイの一般家庭ならたいてい使っている、きわめてありふれた、石の調理道具 - 現代の道具屋で普通に実用的な道具として販売されている石臼 |

### 建材

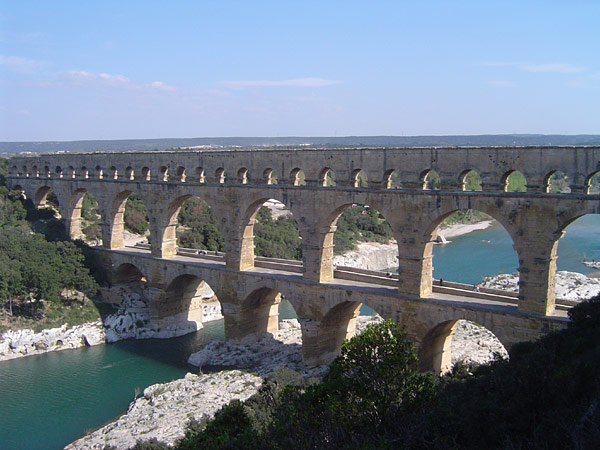
古代ローマ帝国は、石材とモルタルを使い巨大な建造物を多数作った。（ポン・デュ・ガール、西暦50年建造）
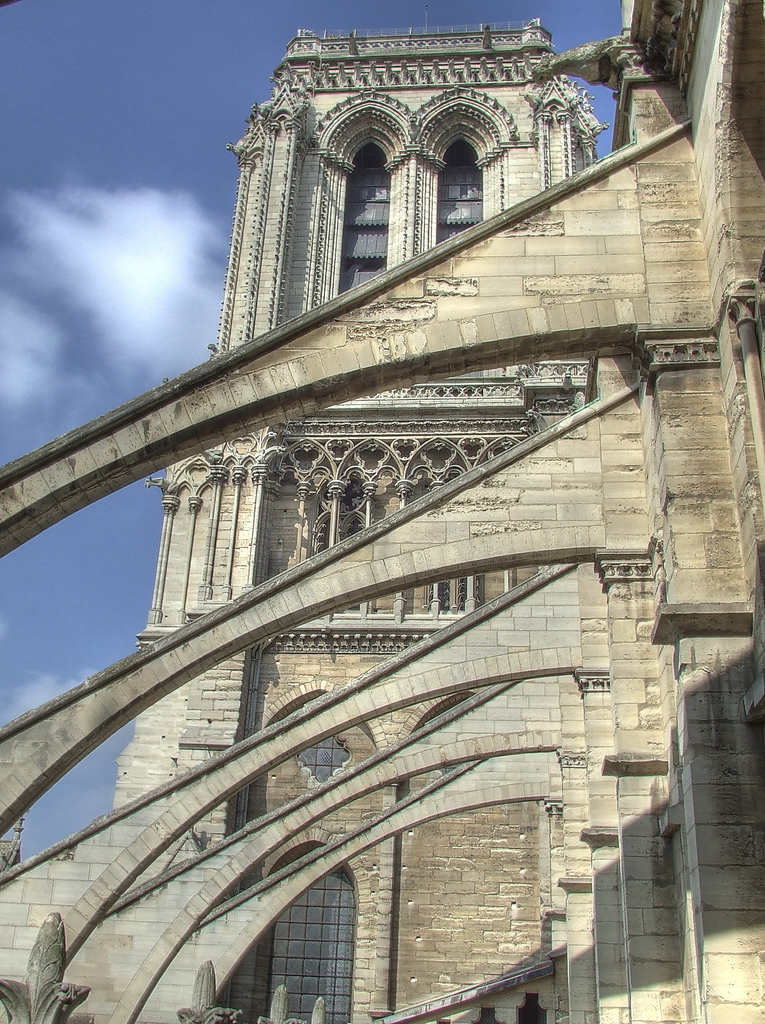
ヨーロッパの建物は、中世のものも、現代のものも、多くが石を主要な建築材料として用いている。この写真は中世に建造されたフランス、パリのノートルダム大聖堂。
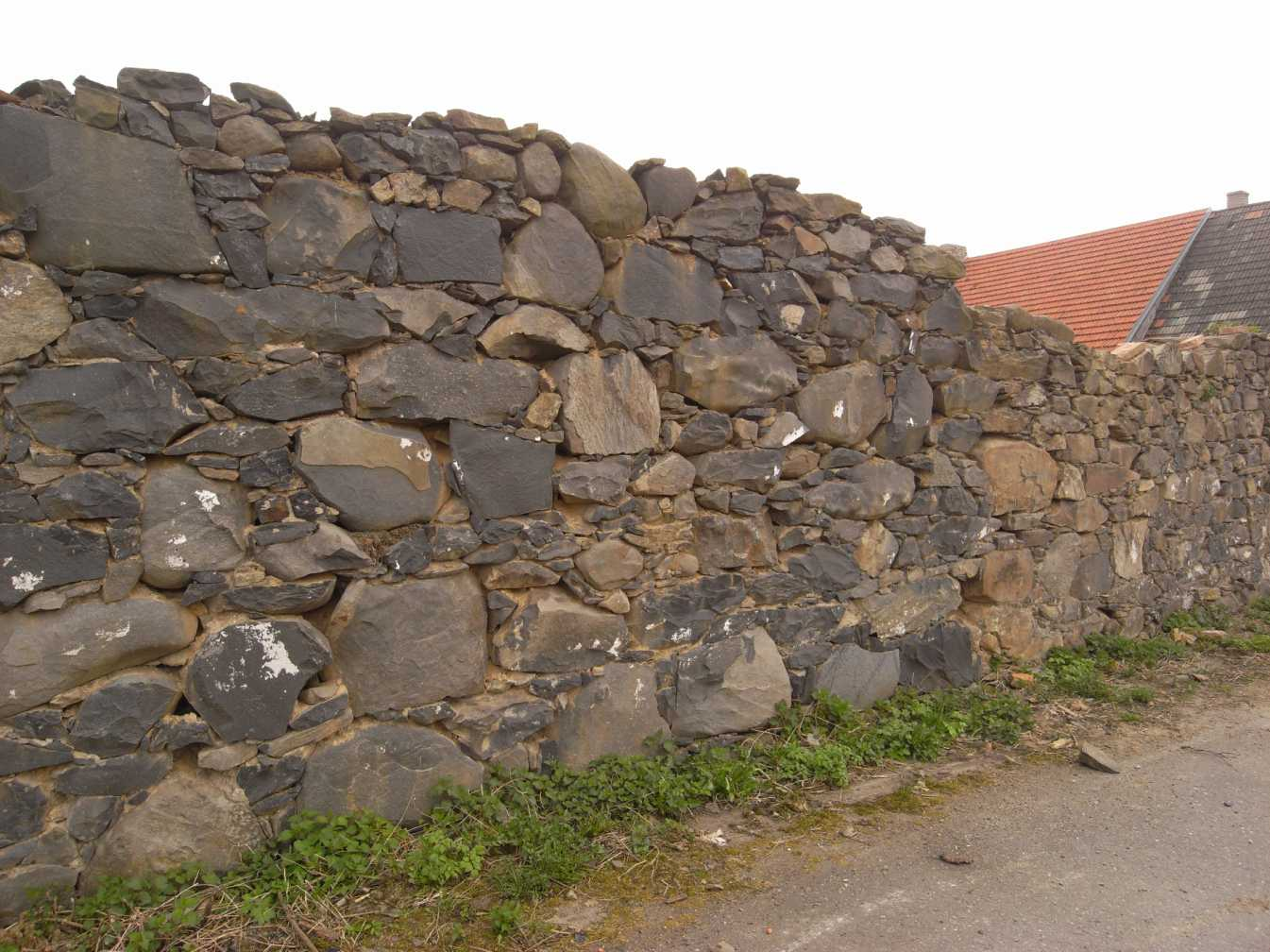
石を積んだものを「石積み」と言い、特に「壁」状にしたもの「垣」にしたものを「石垣」と言う。この写真はチェコ共和国の伝統的な農家の石垣。
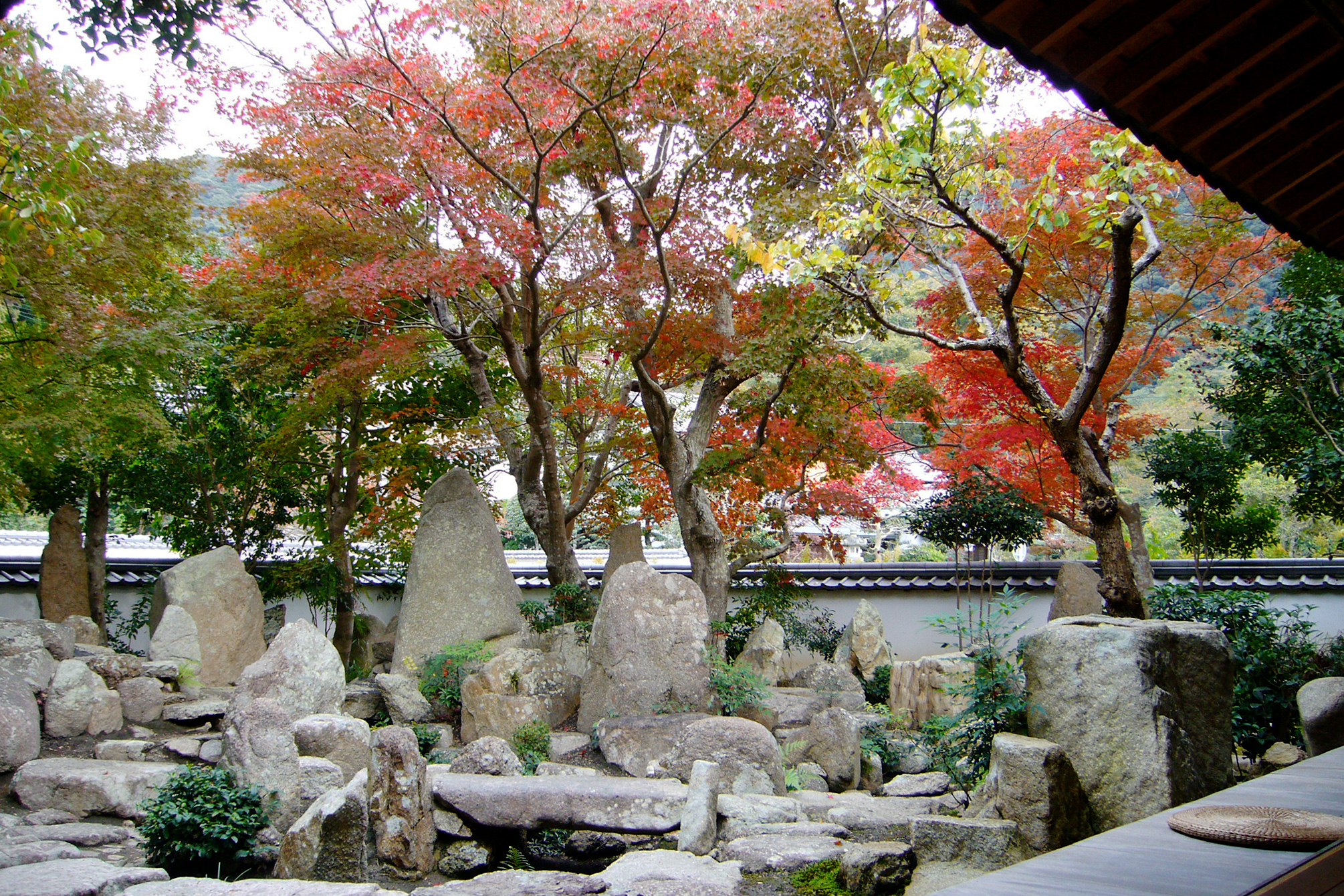
日本の庭園の石組に使われた石（安養院庭園）

| - 古代ローマ帝国は、石材とモルタルを使い巨大な建造物を多数作った。（ポン・デュ・ガール、西暦50年建造） - ヨーロッパの建物は、中世のものも、現代のものも、多くが石を主要な建築材料として用いている。この写真は中世に建造されたフランス、パリのノートルダム大聖堂。 - 石を積んだものを「石積み」と言い、特に「壁」状にしたもの「垣」にしたものを「石垣」と言う。この写真はチェコ共和国の伝統的な農家の石垣。 - 日本の庭園の石組に使われた石（安養院庭園） |

### 時計の軸受け

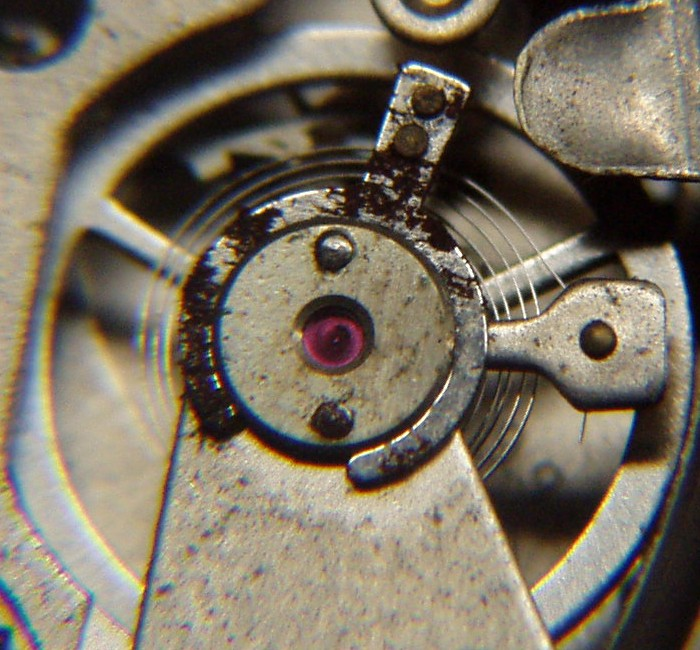
腕時計の中の石（ルビー）

機械式時計の歯車の軸受けに、摩耗に強い石（宝石）が使われる。耐摩耗性に優れ硬度が高い結晶から削り出した軸受けを使う。より具体的にはルビーやサファイアなどから削り出す。軸受けに宝石を使っている数が多いほど、概して耐久性と長期的な精度が良くなるので、機械式時計の性能を表すのに「n 石」と表現する場合がある（nは自然数）。たとえば「17石時計」や「21石時計」などと呼んでおり、時計の盤面に「17 jewels」などと表記されている。この数が、長期間の使用でも精度が変化しにくいことを表す目安となっている。手巻き腕時計では17石、自動巻腕時計では21石を使っていれば十分な性能を発揮する。なおアナログ式クオーツ時計においては可動部が少ないため、石の数は機械式時計に比べて少ない （安価なものに関してはないものも多い）。

### 武器・兵器としての石
石は投げつけることで相手を殺傷することができる。古代から狩猟に使われたり、戦闘の武器・兵器として使われた。
石はありふれていたので、人は戦う時、とりあえず手近にある石を手にとる、ということをしてきた歴史がある。日本では手で投石する戦闘行為を「印地」（いんじ）といい、熟練者を「印地打ち」と称した。戦国時代には石合戦などの行事が行われていた、石つぶて隊とも。
やがて何らかの機構を使って手で投げるよりも遠くへ飛ばそうとするようになり、多くの国で投石器・カタパルト・バリスタ・石弓・弩（石も跳ばせる様にした物）などが開発され、投石専門の投石兵が組織された。

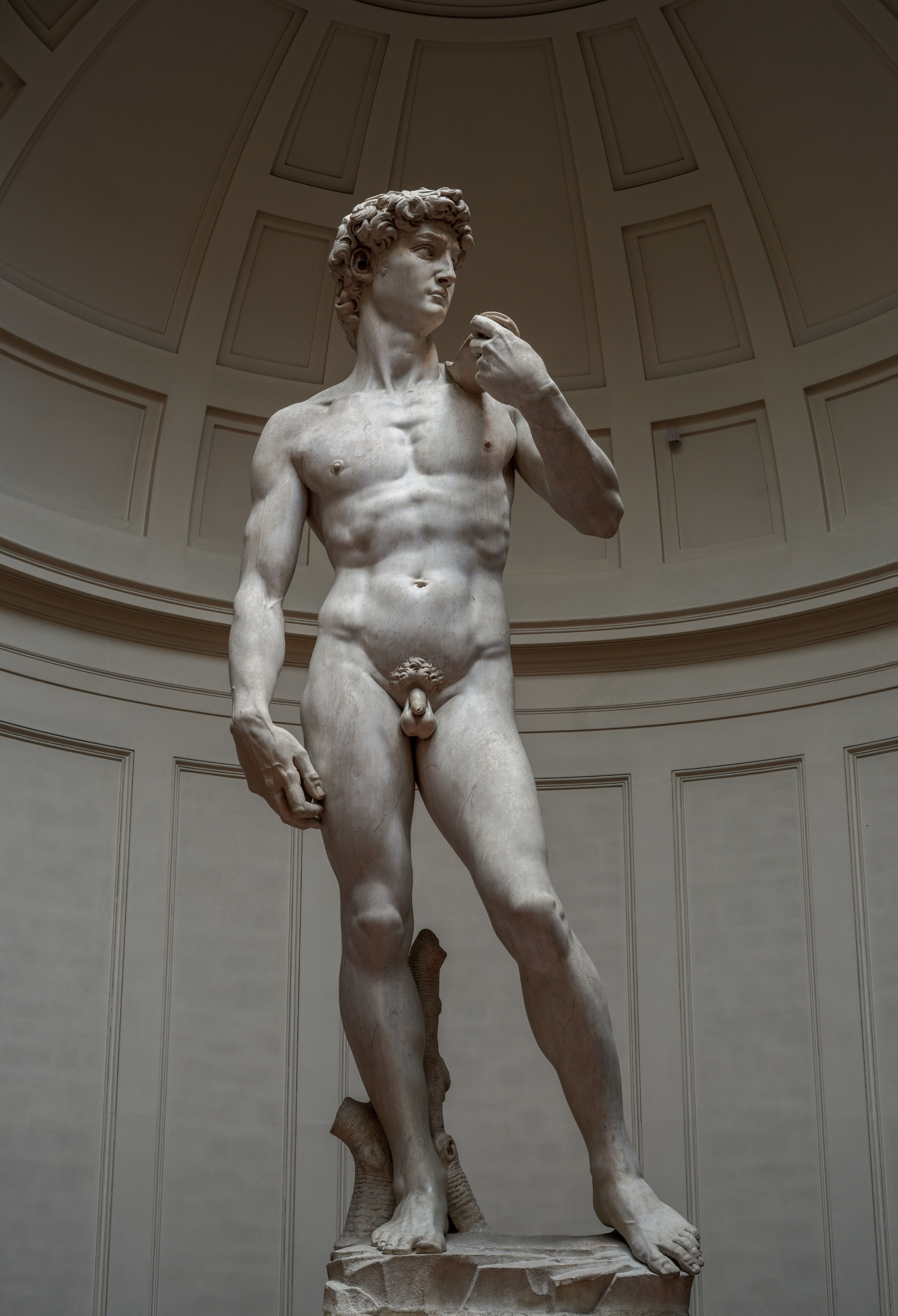
ダビデ像。（ミケランジェロ作。16世紀。フィレンツェ、アカデミア美術館。）左肩に投石帯をのせている。

古代イスラエルのダビデは、石でゴリアテを倒したとされる。そのダビデの姿を描いたミケランジェロの有名なダビデ像は左肩に帯状のものをのせているが、これは投石のための道具である。
なお、闘いで石を手にとる、という行為は古代や中世で終わったわけではない。現代でも例えばパレスチナの人々は、彼らを迫害するイスラエル人と闘おうとする場合、銃などを手に入れられない代わりに、地面に落ちている石を拾い投げつけて抗議行動を行った（第一次インティファーダ）。

### スポーツ
カーリングには花崗岩で作られた「ストーン」が用いられる。

### 碁石
囲碁やオセロなどの一部のボードゲームでは駒のことを「石」と呼ぶ。
囲碁や連珠で使われる石は碁石と呼ばれ、黒いものと白いものがある。高価なものになると、黒石は那智黒石という石から作られている。白石のほうは、ハマグリの貝殻から作られているものが多い。安価なものでは黒・白ともにプラスチックや硬質ガラスなど、石以外の素材で作られるが、すべて石と呼ばれる。
「布石」「定石」「捨て石」といった語は、石を使う囲碁の用語として生まれ、のちに転用されたものである。
オセロでは一般に樹脂製のものが使われるが囲碁に倣って石と呼ばれる。

### 食
石焼として鉄板のように使用することがある。また、アフリカのケニアでは、odowa と呼ばれる石を食用とする。この石は歯よりも柔らかく、歯を磨く効果もあるという。味は塩みも甘みもなく、食感が楽しめる。鉄分が含まれるため、鉄分が不足しやすい妊婦などが好む。
石を食べない動物（犬や豚など）が、石を口に含んだり飲み込んだりする行動をStone chewingと呼ぶ。

## 収集・鑑賞

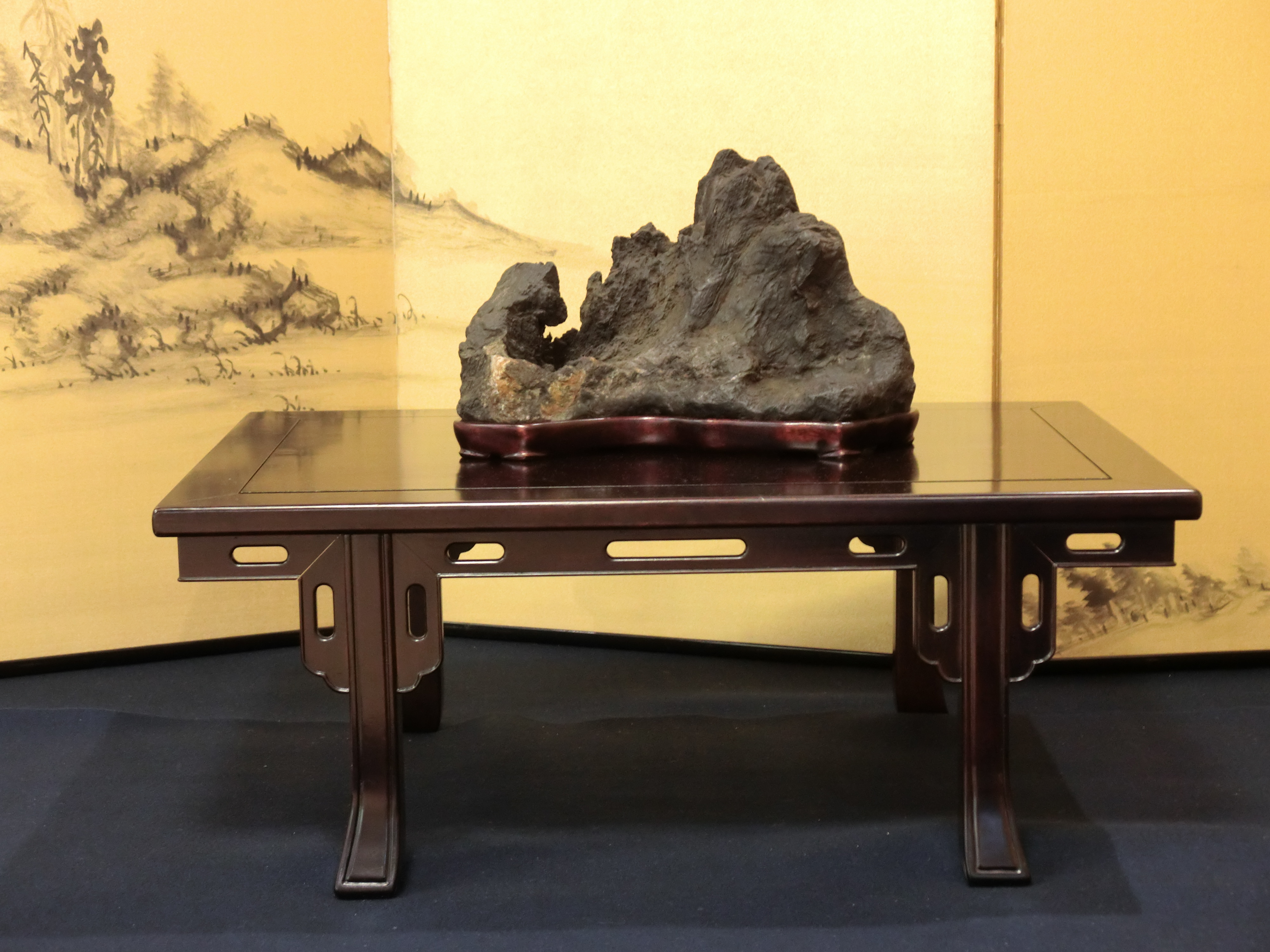
水石

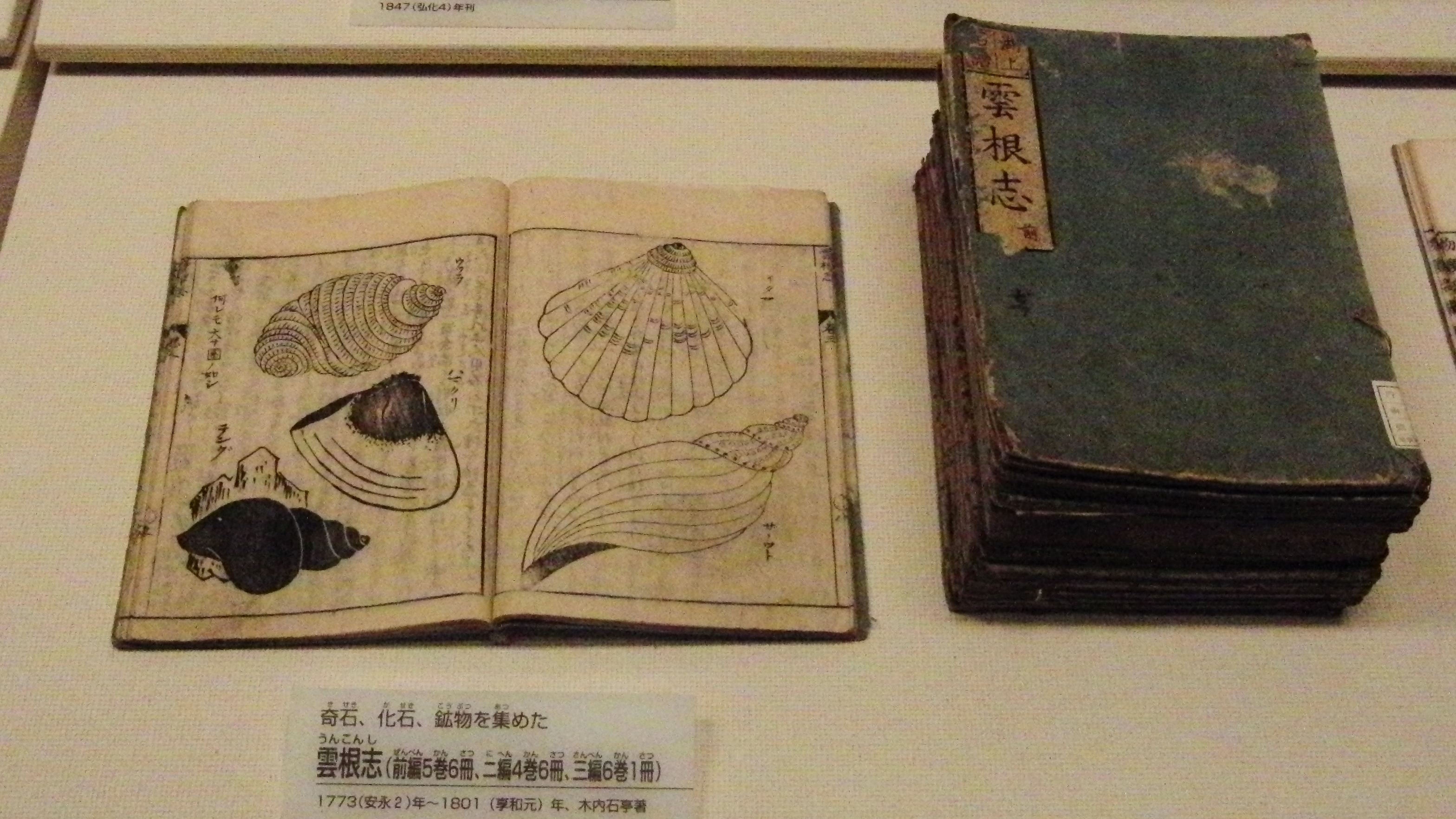
木内石亭『雲根志』1801年刊

珍しい石（奇石・怪石）を収集・鑑賞する営みは、中国や日本では「文人趣味」の一種として古くからある。絵画や陶磁器の文様に石が描かれたり、水石や盆石として体系化されたりもした。
宋代中国では、太湖石を愛した徽宗皇帝や、米芾、蘇軾が石の収集家として活動した。
江戸時代日本では、木内石亭や佐藤中陵ら「弄石家」（ろうせきか）が活動した。石亭らは、石の分類体系を構築したり、化石や石器も収集対象としたことから、近代的な博物学・考古学・古生物学・地球科学などの先駆者とされることもある。

## 半導体や集積回路
半導体を使う製品では、古くよりラジオなどの性能を表すのに真空管の本数を示して「5球ラジオ」のように呼んでいたことに倣い、トランジスタラジオなどの性能を示すのにトランジスタの個数を示して「5石ラジオ」のように呼んだ。これにはトランジスタの原料であるシリコンが石英や長石と同じ珪素化合物であることも関連している。 鉱石ラジオでは検波のために鉱石をひとつ使うが、これは様々な代用品が使われることもあった。
なお現在でも古くからパーソナルコンピュータ(PC/AT互換機)などを扱っていた人の間で、ジャーゴンとしてCPUやGPUなどを「石」と称する場合がある。